# Lucien Lazarides
Lucien Lazaridès fue un ciclista profesional francés, nacido el 30 de diciembre de 1922 en Atenas en Grecia, nacionalizado francés en 1929 y fallecido el 19 de julio de 2005 en Cannes. Fue profesional de 1947 a 1956.  
Su hermano Apo Lazaridès fue también ciclista profesional de 1946 a 1955.

## Palmarés
1949
- Critérium del Dauphiné, más 1 etapa

1951
- 1 etapa del Critérium del Dauphiné
- 3.º del Tour de Francia

1954
- 1 etapa del Tour de Francia

1955
- 1 etapa del Tour de Francia

## Resultados en las grandes vueltas
| Carrera         | 1946 | 1947 | 1948 | 1949 | 1950 | 1951 | 1952 | 1953 | 1954 | 1955 | 1956 |
| --------------- | ---- | ---- | ---- | ---- | ---- | ---- | ---- | ---- | ---- | ---- | ---- |
| Giro de Italia  | -    | -    | -    | -    | -    | -    | -    | -    | -    | 45.º | -    |
| Tour de Francia | -    | -    | -    | 32.º | -    | 3º   | 43.º | 21º  | 24º  | 58.º | -    |
| Vuelta a España | -    | -    | -    | -    | -    | -    | -    | -    | -    | -    | -    |
| Mundial en Ruta | -    | -    | -    | -    | -    | -    | -    | -    | -    | -    | -    |